# Turamichele

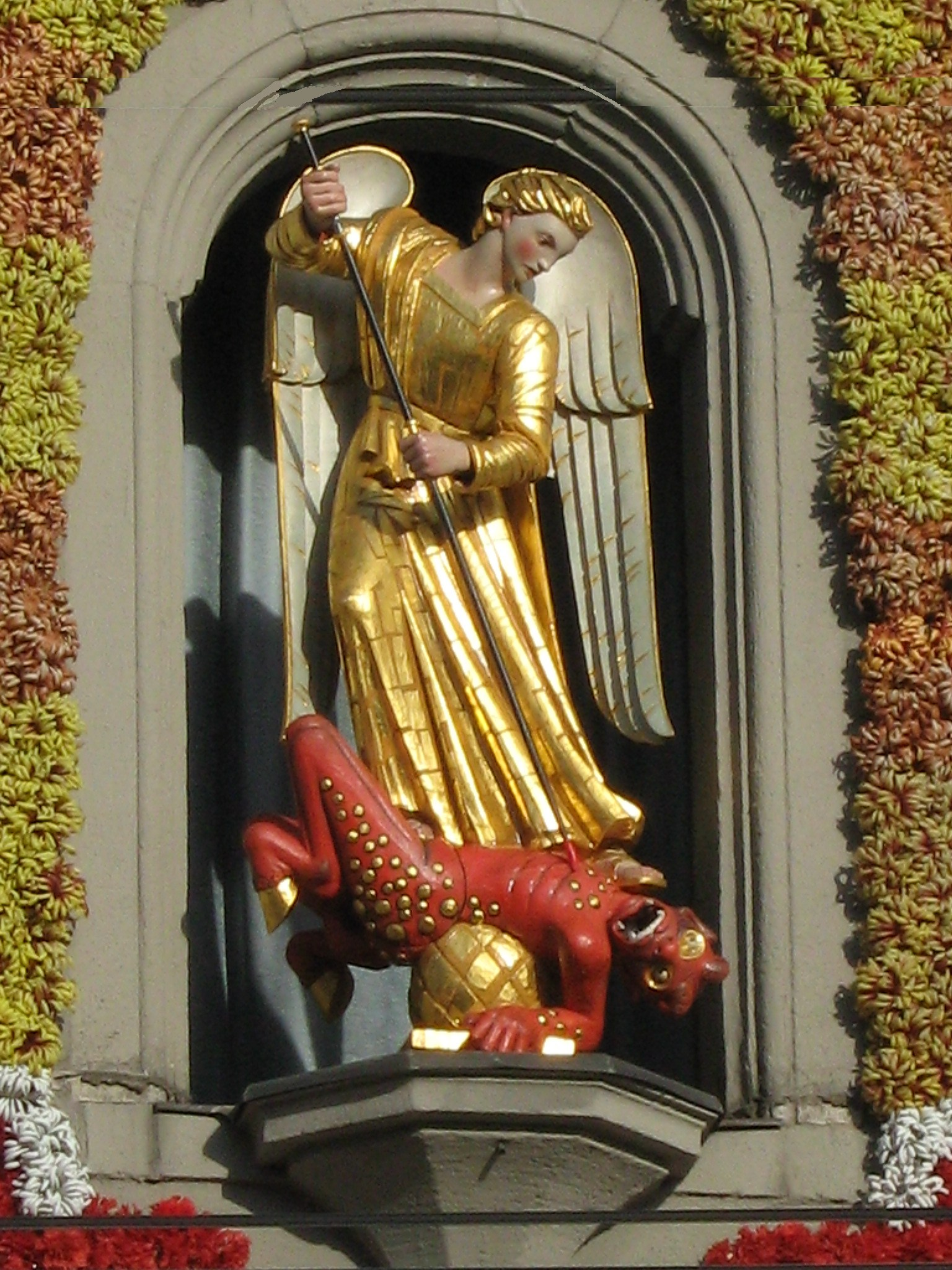
Das Turamichele vom Augsburger Perlachturm

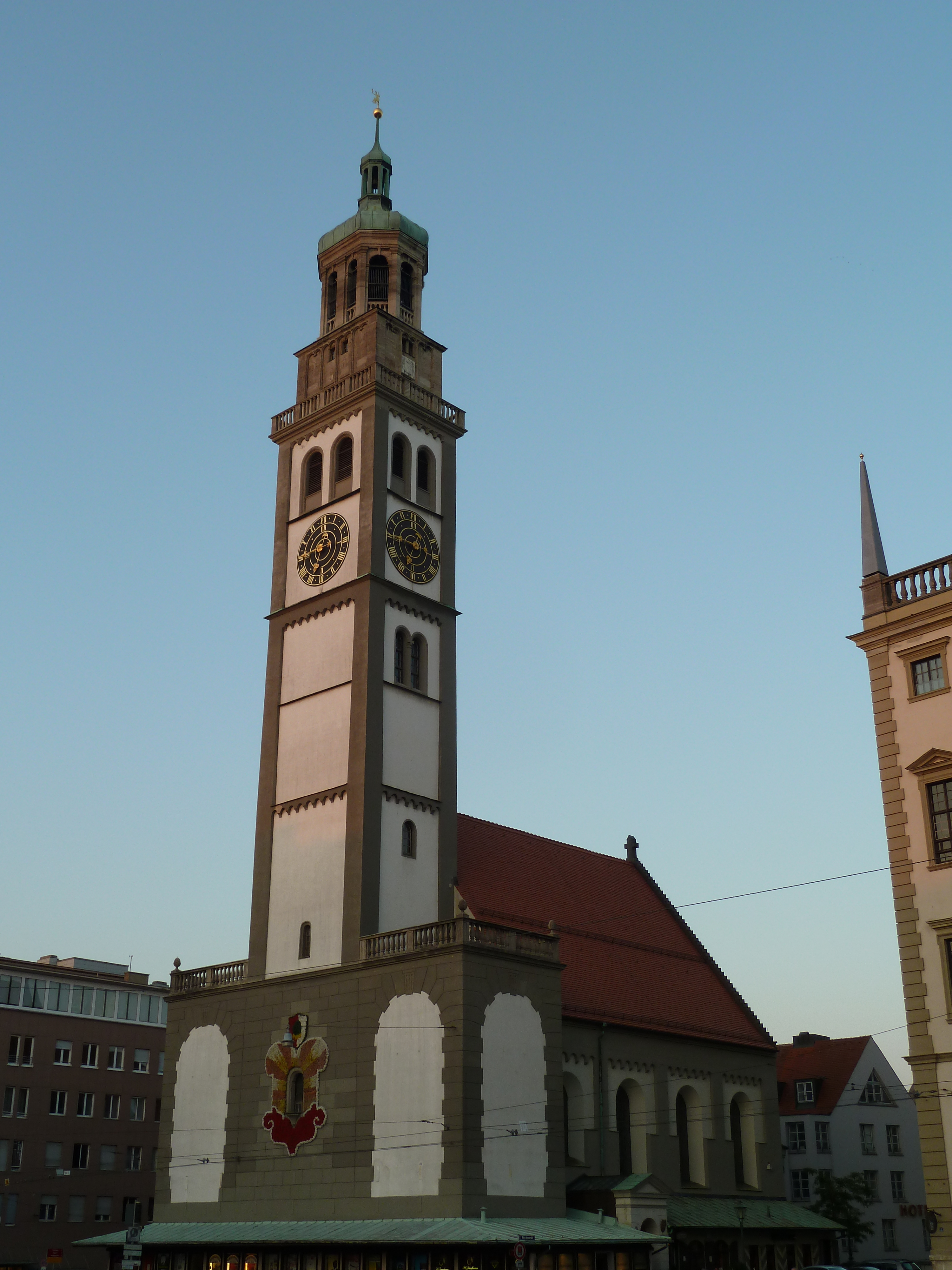
Perlachturm mit dem geschmückten Turamichele-Fenster und Perlachkirche

Turamichele (hochdeutsch: Turm-Michael) ist der Name eines mechanischen Figurenspiels im Perlachturm in der Altstadt von Augsburg. Es zeigt den Erzengel Michael im Kampf mit dem Teufel.
Das Turamichele wird nur an den Tagen um den 29. September, dem Michaelitag, in Gang gesetzt. An diesen Tagen erscheint der hölzerne St. Michael zwischen 10 und 18 Uhr zu jeder vollen Stunde am untersten, zu diesem Anlass mit Blumen geschmückten Fenster des Perlachturms und sticht im Takt der Stundenschläge mit einer Lanze auf den zu seinen Füßen liegenden Teufel ein.

## Geschichte
Der Turmengel soll bereits im Jahre 1526 zum ersten Mal auf den Teufel eingestochen haben. Wirklich belegen lässt sich diese Jahreszahl jedoch nicht. Schriftlich wird das Turamichele erstmals in einer Familienchronik von 1616 erwähnt. Laut der Chronik trat in diesem Jahr ein neues Turamichele vor die Zuschauer. Das reich gekleidete Barockfigürchen wurde von dem Bildhauer Christoph Murmann dem Jüngeren und dem Uhrmacher Georg Marquart geschaffen.
Nach dem Schmalkaldischen Krieg, als die protestantische Bevölkerungsmehrheit Augsburgs von der katholischen Ratsminorität beherrscht wurde, etablierte sich der Brauch als Symbol der Gegenreformation. Mit der Darstellung sollten die protestantischen Gegner verhöhnt werden.
Nach der Eingliederung der Reichsstadt Augsburg in das Königreich Bayern im Jahre 1806 wurde der alljährliche Brauch von der bayerischen Regierung verboten, da man das Schauspiel für albern und im Sinne der Aufklärung unwürdig hielt. Eine wichtige Rolle spielte dabei jedoch wohl auch, dass die Augsburger die Teufelsfigur mit der neuen und ungeliebten Obrigkeit in München gleichsetzten, der man gerne die entsprechenden Lanzenstiche versetzt hätte. Erst 1822 wurde das Turamichele-Verbot außer Kraft gesetzt.
In der Augsburger Bombennacht vom 25. auf den 26. Februar 1944 verbrannte das Figurenspiel von 1616 vollständig. Nach dem Zweiten Weltkrieg erlaubte die amerikanische Besatzungsmacht 1946, den Turamichele-Brauch (zunächst mit zwei Schauspielern auf einem Holzpodest am Perlachturm) fortzuführen. Eine neue hölzerne Figurengruppe wurde 1949 von dem Augsburger Malzfabrikanten Ernst Gebler gespendet und von dem Bildhauer Karl Hoefelmayr aus Kempten gefertigt.

## Turamichele-Fest
Einst war der Michaelitag nicht nur verbindlicher Feiertag, sondern zudem ein beliebter Termin für laufende Miet-, Pacht- oder Zinszahlungen, Wohnungsumzüge und Arbeitsplatzwechsel. Der folgende Text im Augsburger Dialekt auf einer Ansichtskarte aus dem Jahre 1899 weist darauf hin:
| All' Johr, wenn's Thuramichele kommt, Do freuen sich die Kinder. Doch bei so manche ältre Leut, Do isch dia Freud' fei' minder: Do zieht ma' aus; do zieht ma' ei'. Die Hausherrn sieht ma' grinsa. Dös ka' oim doch koi Freud' net sei' Dös Zieha und dös Zinsa. |

Heute ist das städtische Turamichele-Fest auf dem Augsburger Rathausplatz zu einem großen Kinderfest mit bunten Aktivitäten rund um den Turamichele-Brauch geworden. Stündlich versammeln sich unzählige Erwachsene und Kinder vor dem Perlachturm und warten gespannt auf das Erscheinen der St.-Michaels-Figur, um dann laut im Takt der Stundenschläge die Lanzenstiche des Erzengels mitzuzählen.
Traditionell lassen die Kinder dazu in einem Ballonflugwettbewerb Luftballons mit angehängten „Augsburger Friedensgrüßen“ in den Himmel steigen. Inzwischen gibt es sogar ein eigenes „Turamichele-Lied“, das aus Anlass des Festes von den Augsburger Schulkindern gerne gesungen wird:
| Das Turamichl, das Turamichl, das gibt dem Teufel viele Stichl Das Turamichl, das Turamichl, das gibt dem Teufel viele Stichl Schaut euch mal das Michl an, wie das Michl stichl kann Das Turamichl, das Turamichl, das gibt dem Teufel viele Stichl … vier weitere, immer kürzer werdende Strophen | 'S Duramichele, 's Duramichele, des gibt dem Deifele viele Stichele 'S Duramichele, 's Duramichele, des gibt dem Deifele viele Stichele Schaut eich mal des Michle aaa, wie des Michele stichele kaaa 'S Duramichele, 's Duramichele, des gibt dem Deifele viele Stichele … vier weitere, immer kürzer werdende Strophen |

Die Stadt Augsburg überlegt, ob sie künftig eventuell auch die Augsburger Partnerstädte in dieses Fest, vielleicht unter dem Motto „Globales Friedens-Fest“, einbinden könnte und will diesen Gedanken bei den künftigen Kontakten zu ihren Partnerstädten aufgreifen.

## Kritik
Anlässlich des Turamichele-Fests veranstaltet die Stadt Augsburg alljährlich einen weit über die Stadtgrenzen hinaus beworbenen Marktsonntag. Diese Form der Kommerzialisierung eines ursprünglich kirchlichen Brauchs wird von verschiedener Seite kritisiert.
Eine andere Form der Kritik richtet sich gegen den Brauch selbst, der sich nicht mit den Grundsätzen einer offenen, freiheitlich-demokratischen Gesellschaft vertrage. Das Turamichele gilt traditionell als Symbolfigur für den teilweise mit kriegerischen Mitteln geführten Kampf gegen Heiden und andere Konfessionen, sowie aus nationalistischer Sicht für die angebliche Überlegenheit des deutschen Volkes und seiner Kultur. Die blutige Darstellung der totalen physischen Vernichtung des Gegners sei inhuman und nicht kindgerecht.